# 11013 Kullander
11013 Kullander (1982 QP1) là một tiểu hành tinh vành đai chính được phát hiện ngày 16 tháng 8 năm 1982 bởi C.-I. Lagerkvist ở Đài thiên văn Nam Âu.